# Морски живот

[[Датотека:Orca porpoising.jpg|thumb|upright=1.5|right| 
Морски живот или живот у океанима чине биљке, животиње и други организми који живе у сланој води мора и океана или [[Брактична вода|брактичној води приобалних естуара. На основном нивоу, морски живот утиче на природу планете. Морски организми производе кисеоник и изоловани угљеник. Обале су углавном развијене и заштићене морским животом, док неки морски организми помажу у стварању новог копна.
Већина животних облика еволуирала је у морској средини. Према обиму, океани дају око 90% живота на планети. Први кичмењаци појавили су се у облику риба, које су живјеле искључиво у води. Неке су еволуирале у водоземце, који дио живота проводе у води, дио на копну. Друге рибе су еволуирале у копнене сисаре, који су се вратили у океан као што су перајари, делфини или китови. Биљке, као што су келп и алге, расту у водио чине основу за неке подводне екосистеме. Планктон је генерално на дну ланца исхране у води, посебно фитопланктон, који је примарни произвођач.
Морски кичмењаци су прошли кроз велики процес модификације како би преживјели у водама мало богатим кисеоником, укључујући цијеви за дисање код мекушаца. Рибе имају шкрге умјесто плућа, док неке врсте имају обоје, као риба дводихалица. Морски сисари, као што су делфини, китови, фоке и видре, морају периодично да излазе на површину како би удахнули ваздух.
Постоји око 200.000 познатих морских врста, уз око два милиона које тек треба да буду откривене. Морске врсте крећу се од микроскопских, као што је фитопланктон, који је величине до 0,02 микрометра, до огромне породице китова (китови, делфини и ), укључујући плавог кита, највећу познату животињу, која достиже величину до 33 метра. Морски микроорганизми, као што су протисти, бактерије и вируси, чине око 70% укупног морског биомаса.

## Вода
Нема живота без воде. Позната је као универзални растварач, због способности да раствара велики број супстанци и као животни растварач. Вода је једина супстанца која постоји у чврстом, течном и гасовитом стању у условима нормалним за живот на Земљи. Добитник Нобелове награде за физиологију или медицину — Алберт сен Ђерђи, описао је воду као mater und matrix: мајка и материца живота.
Заступљеност воде на земљи јединствена је појава у Соларном систему. Земљина хидросфера садржи се углавном од океана, али технички укључује и све водене површине на свијету, као што су морска острва, ријеке, језера и подземне воде дубине до 2.000 m. Најдубља локација воде је Челенџер дип, у Маријанском рову, у Пацифичком океану, гдје је дубина 10.900 m.  Конвенционално, планета је подијељена на пет различитих океана, али се ови океани спајају у један заједнички Свјетски океан. Процијењена маса овог океана је 1.35×1018 тона, или 1/4400 укупне масе Земље. Свјетски океан прекрива област 3,618×108 km2 са средњом дубином од 3682 m, што чини укупну запремину од 1,332×109 km3.Ако би земљине површине биле на истом нивоу, дубина свјетског океана била би  око 27 km.
Око 97,5%, воде на Земљи је слано, док је преосталих 2,5% свјежа вода. Већина свјеже воде, око 69% се налази у леденим капама и ледницима. Просјечна заступљеност соли у океанима је око 35 g (1,2 oz) соли по килограму морске воде (3.5% соли). Већина соли у океане доспијева захваљујући временским приликама и ерозији стијена на копну. Со се такође ослобађа из вулкана или се извлачи из хладних магматских стијена.
Океани су такође резервоар растворених атмосферских гасова, који су неопходни за опстанак многих водених облика живота. Морска вода има битан утицај на свјетску климу, док океани дјелују као огромни топлотни резервоари. Промјене у температури океана могу да узрокују значајне промјене времена, као што су Јужне осцилације Ел Нињо.
Свеукупно, океани чине 71% свјетске површине, са просјечном дубином од 3,7 km. Према запремини, океани дају 90% укупних живих врста на планети. Писац научне фантастик — Артур Ч. Кларк, истакао је да планета не би требало да се зове Земља, већ Океан.
Ипак, вода је пронађена и неђе друго у Соларном систему. Европа је један од сателита који кружи око Јупитера и мања је од Земљиног мјесеца. Постоје јака вјеровања да на Европи постоји велики слани океан, испод ледене површине. Процијењено је да је спољашња кора леда дебела између 10 и 30 km, а да је дубина океана око 100 km. То би учинило океан на Европи два пута већим од океана на Земљи. Постоје спекулације о томе да у океану Европе може да постоји живот, као и да може да подржи једноћелијске микроорганизме, ако су хидротермални извори активни на дну океана. |Енкелад, Сатурнов мали ледени мјесец, такође има оно што је дјелује да је подземни океан, који постаје врућ на површини мјесеца.